# Euríel
Euríel (grec antic: Εὐρύηλος, Euríelos) era una fortalesa de Siracusa construïda pel tirà Dionís I i actualment situada al barri d'Epípoles. Les seves ruïnes encara es conserven.